# NGC 6057
NGC 6057 је елиптична галаксија у сазвежђу Херкул која се налази на NGC листи објеката дубоког неба.
Деклинација објекта је + 18° 9' 53" а ректасцензија 16h 5m 39,5s. Привидна величина (магнитуда) објекта NGC 6057 износи 14,7 а фотографска магнитуда 15,7. NGC 6057 је још познат и под ознакама NGC 6053, MCG 3-41-106, NPM1G +18.0472, CGCG 108-130, DRCG 34-120, PGC 57090.